# Die Nachbarn von oben
Die Nachbarn von oben ist ein Schweizer Kinofilm aus dem Jahr 2023 der Regisseurin Sabine Boss. Der Film kam am 1. Juni 2023 in die deutschen Kinos.

## Handlung
Zwischen Anna und Thomas läuft es seit einiger Zeit nicht mehr ganz rund. Ihre Nachbarn von oben hingegen, ein deutlich jüngeres Paar, fallen regelmäßig durch lauten Sex auf. Um das Thema anzusprechen, lädt Anna sie zu einem Apéro ein. Mit unbekümmerter Offenheit erzählen die Besucher von ihrem freizügigen Sexleben, bis der Abend eine unerwartete Wendung nimmt.

## Hintergrund
Der Film wurde vom 12. April 2022 bis zum 6. Mai 2022 in der Schweiz gedreht und kam am 2. Februar 2023 in die Schweizer Kinos.
Kinostart in Österreich war am 2. Juni 2023.

## Kritik
„Die Nachbarn von oben ist eine comedy of remarriage der etwas anderen Art; ein köstliches Beziehungs-Häppli – irgendwo zwischen Orgienfantasie und Paartherapie.“